# Daïra d'El Hamadna
La daïra d'El Hamadna est une circonscription administrative algérienne située dans la wilaya de Relizane. Son chef-lieu est situé sur la commune éponyme d'El Hamadna.
La daïra regroupe les deux communes d'El Hamadna et Oued El Djemaa.